# Comostola chlorargyra
Comostola chlorargyra är en fjärilsart som beskrevs av Walker 1861. Comostola chlorargyra ingår i släktet Comostola och familjen mätare. Inga underarter finns listade i Catalogue of Life.